# Квадрант (Звездане стазе)
У терминологији серијала Звездане стазе, Квадрант представља четвртину галаксије Млечни пут. У Оригиналној серији, користио се назив сектор, а у каснијим серијалима користе се грчка слова Алфа, Бета, Гама и Делта.

## Алфа квадрант
Међузвезданом политиком у Алфа Квадранту доминира Уједињена Федерација Планета, укључујући и неке друге регионалне силе као што су Кардасијанска Унија, Ценкети и Ференгијски Трговински Савез.

### Бејџорански сектор
Бејџорански сектор је сектор у Алфа Квадранту који садржи звездани систем Бејџор, федерацијску станицу Дубоки свемир 9 и Антарес Бродоградилиште.

## Бета квадрант
Међузвезданом политиком доминирају Клингонско царство и Ромуланска империја, чији се главни делови налазе у Бета квадранту.

## Гама квадрант
Гама Квадрант је прва истражила Квардос-1 сонда у 22. веку. Међузвезданом политиком у Гама Квадранту доминира Доминион, укључујући и неке друге регионалне силе као што су Вадији.

## Делта квадрант
Све до 2371 Федерација је знала јако мало о овом делу Галаксије; тада је звездани брод Војаџер изненада био пребачен 70 000 светлосних година од свог првобитног положаја и нашао се дубоко у Делта квадранту. Максималним -ом Војаџеру је требало скоро 75 година да се врати у Алфа квадрант. Војаџер је, међутим то путовање скратио употребом разних технологија и подсвемирских пречица.
Међузвезданом политиком у Делта квадранту доминира Борг, укључујући и неке друге регионалне силе као што су Кејзонске Секте, Видијанско Братство, Хироџени, Мејлони, Хијерархија и други.